# Land of Broken Hearts
Land of Broken Heart è il primo album in studio della progressive metal band danese Royal Hunt, pubblicato nel 1992.

## Tracce
1. Running Wild – 5:08
2. Easy Rider – 4:59
3. Flight – 4:00
4. Age Gone Wild – 4:32
5. Martial Arts (Strumentale) – 1:42
6. One By One – 4:34
7. Heart of the City – 3:43
8. One By One – 4:41
9. Land of Broken Heart – 3:58
10. Kingdome dark – 4:28

## Formazione
- Henrik Brockmann – voce
- Jacob Kjaer – chitarra
- André Andersen – tastiere e chitarra
- Steen Mogensen – basso
- Kenneth Olsen – batteria